# 이셔세그

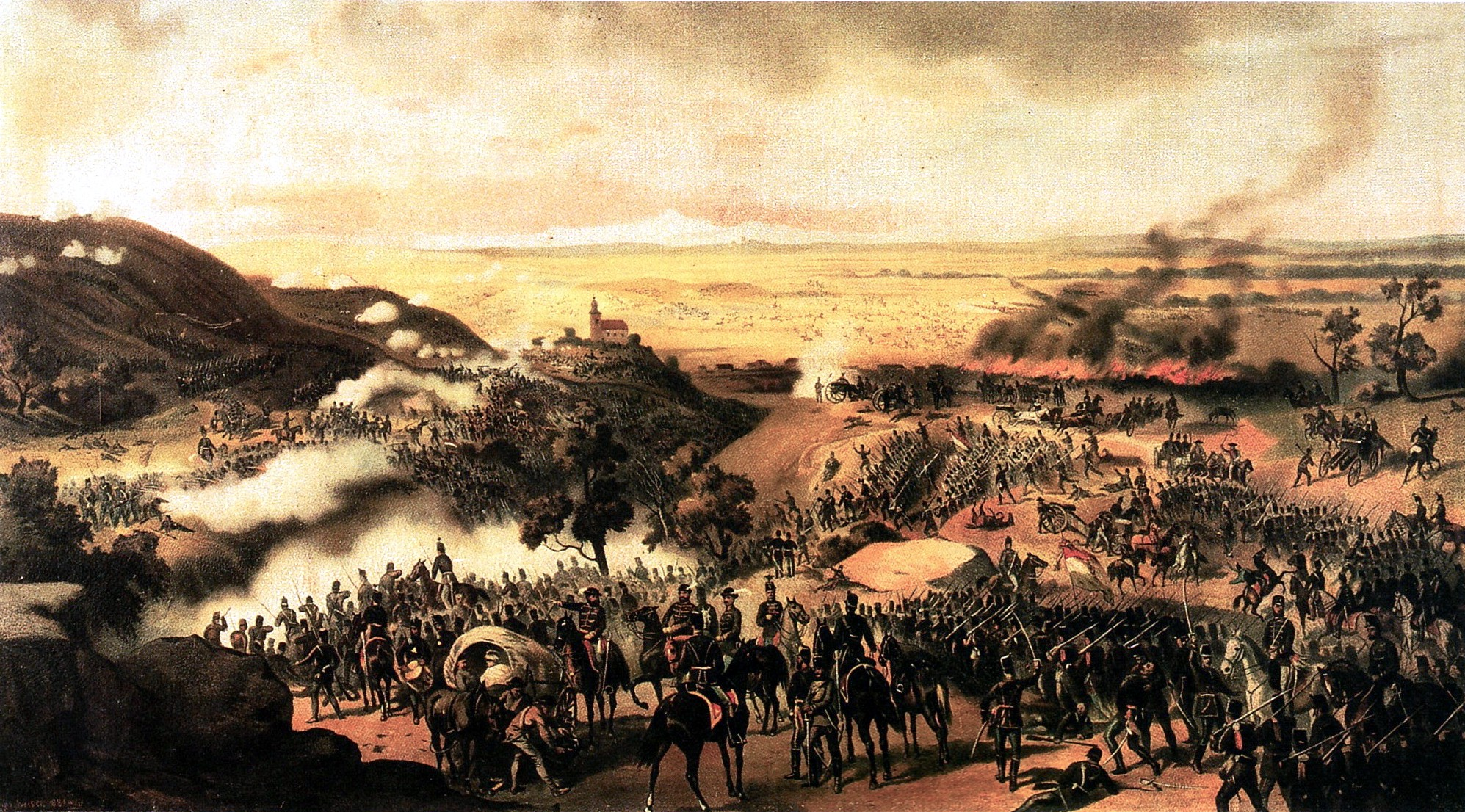
1849년 4월 6일에 헝가리와 오스트리아 사이에서 일어난 이셔세그 전투를 묘사한 그림

이셔세그(헝가리어: Isaszeg)는 헝가리 페슈트주의 도시로 면적은 54.83km2, 인구는 11,151명(2008년 1월 1일 기준), 인구 밀도는 200명/km2이다.

시 문장